# 3-Chlorpropansäure
3-Chlorpropansäure (Trivialname 3-Chlorpropionsäure) ist eine chemische Verbindung aus der Gruppe der Propionsäurederivate.

## Gewinnung und Darstellung
3-Chlorpropansäure kann durch Hydrochlorierung von Acrylsäure dargestellt werden.

## Eigenschaften
3-Chlorpropansäure ist ein farbloser, brennbarer, hygroskopischer Feststoff mit stechendem Geruch. Es ist löslich in Wasser, Ethanol und Aceton. Die Verbindung ist isomer zur 2-Chlorpropansäure.

## Verwendung
3-Chlorpropansäure ist ein wichtiges Zwischenprodukt bei der Herstellung von Bioziden, Farbstoffen, pharmazeutischen Produkten, kosmetischen Produkten und Zusatzstoffen für Kunststoffe.
Es wird in der Forschung verwendet, da es strukturell mit der 4-Hydroxybutansäure verwandt ist und an den GHB-Rezeptor bindet, aber keine Affinität zu GABA-Rezeptoren hat.